# Испанские экспедиции к северо-западному побережью Америки
Испанские претензии на Аляску и западное побережье Северной Америки восходят к папской булле 1493 года и Тордесильясскому договору. В 1513 году эти претензии были усилены, когда конкистадор Васко Нуньес де Бальбоа, первым из европейцев увидевший Тихий океан, объявил все земли на его берегах принадлежащими испанской короне.
Начиная с середины XVIII века испанские права начали оспариваться британскими и российскими колонистами и торговцами мехами. Так как испанцы лишь в XVIII веке начали заселять северное побережье Калифорний, король Карл III и его преемники отправили в 1774—1793 годах ряд экспедиций к берегам современных Канады и Аляски для обоснования и защиты своих претензий правами исследователей и первооткрывателей.

## Экспедиция Переса (1774)
Первую экспедицию совершил Хуан Хосе Перес Эрнандес на фрегате «Santiago». Экспедиция пыталась достичь Аляски, но была вынуждена повернуть обратно у Хайда-Гуаи.

## Экспедиция Эсеты и Бодеги-и-Куадра (1775)
16 марта 1775 года из Сан-Бласа на борту «Santiago» отплыли 90 человек под командованием лейтенанта Бруно де Эсеты; их сопровождала шхуна «Sonora», которой командовал Хуан де Айала. Вскоре после начала экспедиции Айала перешёл на пакетбот «San Carlos», капитан которого заболел, а командование шхуной «Sonora» принял Хуан Франсиско де ла Бодега-и-Куадра; штурманом экспедиции был Франсиско Морелль.
По достижении залива Монтерей в Верхней Калифорнии «San Carlos» отделился для исследования пролива Золотые Ворота, а «Santiago» и «Sonora» продолжили путь на север до Пунта-де-лос-Мартирес, где 29 июля Эсета решил вернуться в Сан-Блас; по пути им было открыто устье реки Колумбия. «Sonora» продолжила путь вдоль побережья, и 15 августа достигла 58-й параллели, войдя в пролив Ситка. На обратном пути Бодега-и-Куадра посетил залив Букарели на западном берегу острова Принца Уэльского.
Во время своей экспедиции Бодега-и-Куадра осуществлял многочисленные «акты суверенитета» и дал названия многим географическим объектам.

## Экспедиция Артеаги и Бодеги-и-Куадра (1779)
Третья испанская экспедиция состоялась в 1779 году на двух корветах: «Favorita» под командованием Игнасио де Артеаги-и-Басана, и «Princesa» под командованием Хуана Франсиско Бодеги-и-Куадра. Целью экспедиции было оценить русское проникновение на Аляску, найти Северо-Западный проход, и захватить Джеймса Кука, если он окажется в испанских водах (в Испании узнали о том, что в 1778 году Кук совершил плавание у северо-западного побережья Северной Америки).
Во время экспедиции Артеага и Бодега тщательно изучили залив Букарели, а затем направились на север в залив Порт-Этчес на острове Хинчинбрук. Они вошли в Пролив Принца Вильгельма и достигли 61-й параллели — самая северная точка испанских исследований на Аляске. Также они исследовали залив Кука и полуостров Кенай, и провели 2 августа на месте современного Порт-Чэтема церемонию объявления территории собственностью Испании. Из-за болезней среди экипажа экспедиция вернулась в Калифорнии так и не встретив русских.
Вступление Испании в войну с Великобританией привело к прекращению экспедиций: Сан-Блас стал портом снабжения Филиппин, и поддержка Верхней Калифорнии, полностью от него зависящей, стала минимальной. Лишь заключение Парижского мира и достижения к 1786 году продовольственного самообеспечения Верхней Калифорнии позволило возобновить экспедиции.

## Экспедиция Мартинеса и Аро (1788)
В марте 1788 года для изучения русской активности на северо-западе Америки из Сан-Бласа отправилась новая экспедиция: главой экспедиции был шедший на «Princesa» Эстебан Хосе Мартинес-Фернандес-и-Мартинес-де-ла-Сьерра, а на «San Carlos» шёл Гонсало Лопес де Аро, штурманом у которого был Хосе Мария Нарваэс. В мае корабли прибыли в пролив Принца Вильгельма, и в поисках русских торговцев мехами отправились на запад. В июне Аро прибыл на остров Кадьяк, где узнал от аборигенов о находящемся неподалёку русском поселении.
30 июня 1788 года Аро отправил Нарваэса на шлюпке на поиски русского поселения в бухту Трёх Святителей. Нарваэс нашёл поселение, став первым испанцем, вошедшим в контакт с большой группой русских на Аляске. Нарваэс взял русского управляющего Евстратия Деларова на борт «Сан-Карлоса», где у того состоялся длительный разговор с Аро. Деларов сообщил Аро, что у русских было семь форпостов на побережье между Уналашка и проливом Принца Вильяма и русские шлюпы торгуют на юге вдоль побережья, вплоть до залива Нутка.
После этой встречи Аро отплыл на восток, и у острова Ситкинак встретился с Мартинесом. Экспедиция отправилась к острову Уналашка, на котором, по информации Деларова, располагалось одноимённое крупное русское поселение. Мартинес Фернандес прибыл к Уналашке 29 июля, а Аро — 4 августа; русский глава поселения Потап Зайков дал Мартинесу три карты Алеутских островов и сообщил, что вскоре должны прибыть крупные русские корабли (очевидно, имея в виду экспедицию Биллингса). Уналашка стала крайней западной точкой испанских экспедиций в регионе.
18 августа испанцы покинули Уналашку и отправились обратно в Калифорнии. Из-за ссоры между командующими корабли отправились разными маршрутами; Мартинес Фернандес позволил это, приказав Аро вновь присоединиться к нему в Монтерее. Однако во время пути на юг Аро при поддержке Нарваэса и прочих штурманов объявил, что корабль более не подчиняется Мартинесу Фернандесу, и направился в Сан-Блас самостоятельно, прибыв 22 октября. Мартинес Фернандес провёл месяц в Монтерее, ожидая Аро, и прибыл в Сан-Блас в декабре, где ему были предъявлены обвинения в безответственном командовании, однако вскоре вновь оказался в фаворе.

## Начало борьбы за залив Нутка (1789)
После возвращения из экспедиции в 1788 году Мартинес Фернандес и Аро получили приказ обеспечить владение заливом Нутка до того, как это сделают Россия или Великобритания. Летом 1789 года Мартинес Фернандес отправил Нарваэса на «Santa Gertrudis la Magna» исследовать пролив Хуан-де-Фука. Нарваэс обнаружил, что пролив является достаточно перспективным для дальнейшего изучения. К концу года Мартинес Фернандес покинул залив Нутка.

## Испанская база в заливе Нутка (1790)
Спор за залив Нутка стал крупным международным инцидентом, чуть не приведшим к войне между Великобританией и Испанией. В ходе его развития вице-король Новой Испании принял решение о необходимости создания постоянной базы в заливе Нутка. Туда была отправлена экспедиция из трёх кораблей: «Concepción» под командованием Франсиско де Элисы (командир экспедиции), «Princesa Real» под командованием Мануэля Кимпера, и «San Carlos» под командованием Сальвадора Фидальго. Испанцы основали поселение Санта-Крус-де-Нука и построили форт Сан-Мигель, в котором был размещён гарнизон под командованием Педро де Альберни.

## Экспедиция Фидальго (1790)
В 1790 году испанский исследователь Сальвадор Фидальго отправился на «San Carlos» на Аляску, и по пути дал названия заливу Кордова и Порт-Вальдесу в проливе Принца Вильгельма, проведя в этих местах «акты суверенитета». Войдя в залив Кука, Фидальго обнаружил в устье реки Кенай русское поселение Павловская, принадлежащее компании Лебедева-Ласточкина. Фидальго не стал там задерживаться, а отправился на запад к острову Кадьяк, где обнаружил поселение компании Шелихова. После этого Фидальго отправился к русскому поселению Александровск, где вновь подтвердил испанские претензия на территорию формальным «актом суверенитета».

## Экспедиция Кимпера (1790)
В 1790 году Мануэль Кимпер вместе с офицерами Лопесом де Аро и Хуаном Карраско отправился на «Princesa Real» в пролив Хуан-де-Фука, продолжая прошлогоднюю экспедицию Нарваэса. Кимпер добрался до восточной оконечности пролива, открыл острова Сан-Хуан, а также много проливов и заливов. Не имея достаточно времени, он был вынужден вернуться в залив Нутка, так и не исследовав перспективные места. Противные ветра не дали небольшому кораблю добраться до Нутки, и поэтому Кимпер вместо этого направился на юг в Сан-Блас.

## Экспедиция Элисы (1791)
В 1791 году Франсиско де Элиса получил приказ продолжить исследование пролива Хуан-де-Фука. Экспедиция вышла на двух кораблях: Элиса — на «San Carlos» (штурман — Пантоха), а Нарваэс — на «Santa Saturnina» (штурман — Карраско). Во время экспедиции был открыт пролив Джорджии, быстрое исследование которого выполнил Нарваэс. Элиса (на борт корабля которого перешёл Нарваэс) вернулся в залив Нутка, но «Santa Saturnina» не смог этого сделать, и вместо этого отправился на юг в Монтерей и Сан-Блас. В Монтерее Карраско встретился с Алессандро Маласпиной и рассказал ему об открытии пролива Джорджия. Эта встреча послужила непосредственной причиной экспедиции Галиано и Вальдеса в 1792 году.

## Экспедиция Маласпины и Бустаманте (1789—1794)
Король Испании поставил Алессандро Маласпину и Хосе де Бустаманте-и-Герру во главе научной кругосветной экспедиции на корветах «Descubierta» и «Atrevida». Приказом короля экспедиции было поручено отыскать возможный Северо-Западный проход; также экспедиция должна была искать золото, драгоценные камни, и любые американские, британские или российские поселения на северо-западном побережье Америки. Прибыв на Аляску в 1791 году, экспедиция исследовала побережье пролива Принца Вильгельма. В заливе Якутат экспедиция установила контакт с тлинкитами. Испанские учёные провели изучение племени, собрав информацию о его языке, социальной жизни, экономике, военном деле и похоронных практиках. Художники экспедиции — Томас де Суриа и Хосе Кардеро — сделали портреты членов племени и зарисовки повседневной жизни. Впоследствии ледник, находящийся между заливами Якутат и Айси, получил название в честь Алессандро Маласпины.

## Экспедиция Галиано и Вальдеса (1792)
В 1792 году Дионисио Алкала Гальяно на корабле «Sutil» и Каэтано Вальдес и Флорес на «Mexicana» отплыли из Сан-Бласа в залив Нутка, а затем совершили плавание вокруг острова Ванкувер. В отличие от прочих случаев отчёт об их экспедиции был опубликован в Испании и стал хорошо известен, затмив более важную экспедицию Маласпины, ставшего по возвращении в Испанию политическим заключённым.

## Экспедиция Кааманьо (1792)
В 1792 году Хасинто Кааманьо на фрегате «Aránzazu» отплыл в залив Букарели, и выполнил детальное обследование побережья оттуда на юг вплоть до залива Нутка на острове Ванкувер. К тому времени большая часть побережья уже была изучена европейскими исследователями, однако некоторые места (такие, как южная часть острова Принца Уэльского) оставались пропущенными. После экспедиции Кааманьо на картах остались такие названия, как канал Ревильяхихедо, проход Кааманьо, остров Сайас. Однако отчёт об экспедиции Кааманьо долгое время не был опубликован, и его открытия оставались неизвестными, хотя Джордж Ванкувер, встретивший Кааманьо, сделал копию его карт (в особенности мест к северу от Диксон-Энтранс), и внёс часть данных Кааманьо названий в свой атлас.

## Экспедиция Элисы и Мартинеса-и-Сайаса (1793)
В 1793 году Франсиско де Элиса и Хуан Мартинес-и-Сайас изучили побережье между проливом Хуан-де-Фука и заливом Сан-Франциско; также они исследовали устье реки Колумбия.

## Итоги
Наполеоновские войны истощили Испанию, сделав невозможными дальнейшие экспедиции, и в 1819 году Испания и США подписали Договор Адамса — Ониса, по которому испанские претензии на северо-западное побережье Америки перешли к США.